# Bârz
Bârz románul: Bârz, falu Romániában, a Bánságban, Krassó-Szörény megyében.

## Fekvése
Dalbosec mellett fekvő település.

## Története
Bârz korábban Dalbosec része volt. 1956-ban vált külön településsé 143 lakossal.
1966-ban 157 román lakosa volt. 1977-ben 97 lakosából 96 román, 1 magyar volt. 1992-ben 59, a 2002-es népszámláláskor pedig 74 román lakosa volt.